# 李善 (高麗)
李善（?—?），高丽末期军事人物。
1363年，恭愍王以判內府寺事李善爲二等功臣。十一月，以击败红巾军的功劳以典工判書李善等爲一等功臣。后爲兵馬使。1364年，全羅道漕運船只被倭寇阻断不通。恭愍王命京畿右道兵馬使邊光秀、左道兵馬使李善前往救援。李善不聽鼓先進，前锋大败。李善不戰而退。兵馬判官李芬孫、中郎將李和尙战死，士卒死亡十之八九。